# Klaus Siebert
Pour les articles homonymes, voir Siebert.
Klaus Siebert, né le 29 avril 1955 à Schlettau et mort le 24 avril 2016 à Altenberg, est un biathlète est-allemand, reconverti en tant qu'entraîneur.
Il est l'un des meilleurs biathlètes dans les années 1970 et du début des années 1980, remportant la Coupe du monde et un titre mondial en individuel.

## Carrière
Son premier fait d'armes est une médaille de bronze en sprint lors des Championnats du monde de 1976 à vingt ans. En 1976, il remporte deux titres mondiaux juniors (sprint et relais). Il s'affirme les années suivantes comme l'un des patrons du circuit nouvellement mis en place, avec une victoire au classement général de la Coupe du monde (1979) et deux deuxièmes places (1978 et 1980). Il parvient à gagner d'autres médailles aux Championnats du monde, dont trois titres (relais en 1978 et 1979, et l'individuel en 1979), deux médailles d'argent (relais en 1977 et sprint en 1978). Enfin, il remporte une médaille d'argent aux Jeux olympiques de 1980 aux côtés de Frank Ullrich, Mathias Jung et Eberhard Rösch, où il se classe également quatrième du sprint.
Il se tourne vers une carrière d'entraîneur dès les années 1980 en Allemagne de l'Est auprès de l'équipe junior. Il entraîne aussi individuellement des biathlètes tels que Ricco Groß, Katja Beer et Carsten Heymann. Il prend ensuite en charge l'équipe d'Autriche entre 2002 et 2005, puis l'équipe de Chine entre 2006 et 2007. En 2008, il devient chef de l'équipe féminine de Biélorussie jusqu'en 2014, emmenant notamment Darya Domracheva vers trois titres olympiques. Il révèle alors son cancer, il travaille ensuite avec des jeunes biathlètes du comité de Saxe avant de s'éteindre à l'âge de 60 ans en 2016.

## Palmarès

### Jeux olympiques
| Épreuve / Édition   | Individuel | Sprint | Relais                             |
| ------------------- | ---------- | ------ | ---------------------------------- |
| JO 1980 Lake Placid | 15e        | 4e     | Médaille d'argent, Jeux olympiques |

Légende :
- : deuxième place, médaille d'argent

### Championnats du monde
- Mondiaux 1976 à Antholz :
  -  Médaille de bronze en sprint.
- Mondiaux 1977 à Lillehammer :
  -  Médaille de bronze en relais.
- Mondiaux 1978 à Hochfilzen :
  -  Médaille d'or en relais.
  -  Médaille de bronze en sprint.
- Mondiaux 1979 à Ruhpolding :
  -  Médaille d'or de l'individuel.
  -  Médaille d'or en relais.

### Coupe du monde
- Vainqueur de l'édition 1978-1979.
- 2e du classement général en 1978 et 1980.

#### Liste des victoires
8 victoires (6 en individuel et 2 en sprint)
| Saison                | Date            | Lieu               | Discipline                               |
| --------------------- | --------------- | ------------------ | ---------------------------------------- |
| 1977–1978 3 victoires | 13 janvier 1978 | Ruhpolding         | 20 km individuel                         |
| 1977–1978 3 victoires | 24 février 1978 | Antholz-Anterselva | 10 km sprint                             |
| 1977–1978 3 victoires | 1er avril 1978  | Sodankylä          | 20 km individuel                         |
| 1978–1979 2 victoires | 28 janvier 1979 | Ruhpolding         | 20 km individuel (Championnats du monde) |
| 1978–1979 2 victoires | 31 mars 1979    | Sodankylä          | 10 km sprint                             |
| 1979–1980 3 victoires | 19 janvier 1980 | Ruhpolding         | 20 km individuel                         |
| 1979–1980 3 victoires | 24 janvier 1980 | Antholz-Anterselva | 20 km individuel                         |
| 1979–1980 3 victoires | 20 mars 1980    | Hedenäset          | 20 km individuel                         |

## Distinction
- Ordre du mérite patriotique de bronze